# Harbour of Tears
Albums de Camel
Dust and Dreams
(1991) On the Road 1981
(1997)
Harbour of Tears est le douzième album du groupe de rock progressif Camel. Il est sorti en 1996.

## Titres
Tous les morceaux sont écrits par Susan Hoover et Andy Latimer, sauf où indiqué.
1. "Irish Air" (Gaélique irlandais) – 0:57
2. "Irish Air" (Reprise instrumentale) (Latimer) – 1:57
3. "Harbour of Tears" – 3:13
4. "Cobh" (Latimer) – 0:51
5. "Send Home the Slates" – 4:23
6. "Under the Moon" (Latimer) – 1:16
7. "Watching the Bobbins" – 7:14
8. "Generations" (Latimer) – 1:02
9. "Eyes of Ireland" – 3:09
10. "Running from Paradise" (Latimer) – 5:21
11. "End of the Day" – 2:29
12. "Coming of Age" (Latimer) – 7:22
13. "The Hour Candle (A Song for My Father)" (Latimer) – 23:00

## Musiciens
- Andrew Latimer – guitare, flûte, claviers, chant, Tin whistle
- Colin Bass – basse, chant
- Mickey Simmonds – claviers
- John Xepoleas – batterie

### Autres musiciens
- David Paton – basse, chant sur « Send Home the Slates »
- Mae McKenna – chant a cappella sur « Irish Air »
- Neil Panton – hautbois, saxophone
- Barre Phillips – violoncelle
- John Burton – cor d'harmonie
- Karen Bentley – violon
- Anita Stoneham – violon

## Sources
- (en) Cet article est partiellement ou en totalité issu de l’article de Wikipédia en anglais intitulé « Harbour of Tears » (voir la liste des auteurs).